# Lécussan
Lécussan ist eine französische Gemeinde mit 260 Einwohnern (Stand 1. Januar 2022) im Département Haute-Garonne in der Region Okzitanien (zuvor Midi-Pyrénées). Die Einwohner werden als Lécussannais bezeichnet.

## Geographie
Umgeben wird Lécussan von den sechs Nachbargemeinden:
|       | Boudrac                                     | Cazaril-Tambourès |
| Uglas | Kompassrose, die auf Nachbargemeinden zeigt | Saint-Plancard    |
| Pinas | Villeneuve-Lécussan                         |                   |

## Bevölkerungsentwicklung
| Jahr                       | 1962 | 1968 | 1975 | 1982 | 1990 | 1999 | 2006 | 2012 | 2017 |
| -------------------------- | ---- | ---- | ---- | ---- | ---- | ---- | ---- | ---- | ---- |
| Einwohner                  | 253  | 230  | 243  | 221  | 217  | 206  | 282  | 245  | 268  |
| Quellen: Cassini und INSEE |      |      |      |      |      |      |      |      |      |

## Sehenswürdigkeiten

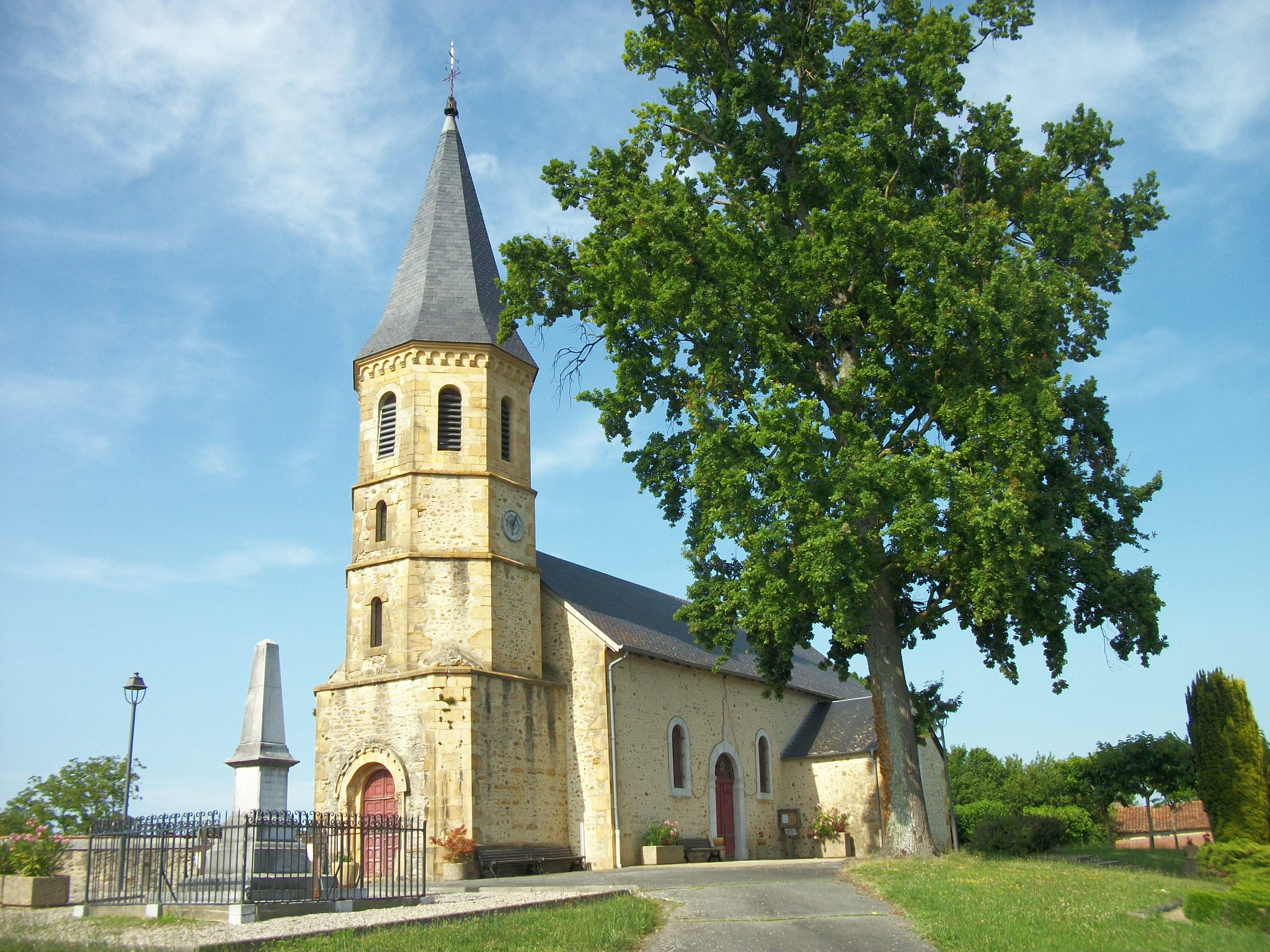
Kirche Saint-Martin

- Kirche St-Martin, erbaut im 13. Jahrhundert
- Waschhaus